# 志茂氏
志茂氏（しもし）は、日本における武士の氏族であると言われている。平氏の末裔である。
現在の志茂の苗字を持つ人の人口は約2000人～3000人と言われている。
特に、東京都八王子市や、五日市などに多いらしい

## 由来
桓武天皇の子孫で平の姓を賜った家系である平氏（桓武平氏）瀬尾氏流、城氏流ともいわれている。
もともとは下という字だったが好字を当て、志茂と改めている。
また、岡山県久米郡美咲町小原付近（旧：稲岡）、宮城県仙台市青葉区川内が藩庁の仙台藩士に江戸時代にあった。同藩士は江戸時代初期に改姓したともいわれていたりと諸説ある。
ただ、家系図等があまりわかっていない。
ちなみに、東京都北区にある志茂とはまったくの無縁である。

## 参考資料
- 志茂(しも)さんの由来と分布
- 【名字】志茂